# Anton Rasina
Anton Rasina (* 16. Januar 1843 in Grafenhausen; † 5. Januar 1923 in Karlsruhe) war ein deutscher Verwaltungsbeamter.

## Leben
Anton Rasina wurde am 16. Januar 1843 als Sohn des Arztes und Medizinalrats Anton Rasina und seiner Ehefrau Wilhelmina geb. Gantert in Grafenhausen (heute Landkreis Waldshut) geboren und stammte in dritter Generation von einer Ende des 18. Jahrhunderts aus Torno am Comer See (Piemont) eingewanderten Händler-Familie ab. Er studierte nach dem Abitur am Lyzeum in Freiburg im Breisgau von 1861 bis 1865 Rechtswissenschaften an der Albert-Ludwigs-Universität Freiburg und der Ruprecht-Karls-Universität Heidelberg. 1862 wurde er Mitglied des Corps Suevia Freiburg. 1863 schloss er sich dem Corps Rhenania Heidelberg an. 1865 legte er die 1. juristische Prüfung ab und war in der Folge Rechtspraktikant beim Amtsgericht Donaueschingen, beim Hofgericht Konstanz und beim Bezirksamt Emmendingen. 1867 bestand er die 2. juristische Prüfung. Anschließend war er Referendär bei den Bezirksämtern Emmendingen, Heidelberg und Wolfach. 1869 wurde er Amtmann beim Bezirksamt Waldshut. 1871 erfolgte seine Ernennung zum Amtsvorstand des Bezirksamts Pfullendorf. 1874 wechselte er als Oberamtmann und Amtsvorstand zum Bezirksamt Engen, 1882 zum Bezirksamt Tauberbischofsheim und 1886 zum Bezirksamt Offenburg. 1890 wurde er zum Geheimen Regierungsrat und Vorsitzenden des Vorstands der badischen Versicherungsanstalt für Invaliditäts- und Altersversicherung in Karlsruhe ernannt. 1899 wurde er um Geheimen Oberregierungsrat und 1908 zum Geheimen Rat 2. Klasse ernannt. 1914 wurde er pensioniert. Anton Rasina starb am 5. Januar 1923 in Karlsruhe.

## Auszeichnungen
Während seiner Laufbahn erhielt Rasina die nachfolgenden Auszeichnungen:
- Ritterkreuz 1. Klasse des Ordens vom Zähringer Löwen, 1883
- Eichenlaub zum Ritterkreuz 1. Klasse des Ordens vom Zähringer Löwen, 1894
- Kommandeurkreuz 2. Klasse des Ordens vom Zähringer Löwen, 1902
- Stern zum Kommandeurkreuz 2. Klasse des Ordens vom Zähringer Löwen, 1912
- Königlicher Kronen-Orden (Preußen) 2. Klasse, 1899
- Badische Jubiläumsmedaille, 1902
- Friedrich-Luisen-Medaille, 1906
- Rote-Kreuz-Medaille 3. Klasse, 1912
- Kommenturkreuz 1. Klasse des Ordens Berthold des Ersten, 1914
- Kriegsverdienstkreuz, 1916